# Transpositie (schaken)
In het schaakspel is een transpositie een reeks van zetten die resulteert in een stelling welke ook met een andere, meer gebruikelijke reeks van zetten kan worden bereikt.
Transposities zijn heel gebruikelijk in de opening, waar veel stellingen voorkomen die op verschillende manieren kunnen worden bereikt. Schakers spelen soms opzettelijk een transpositie, om verschillende redenen zoals:
- om bepaalde, ongewenste varianten te vermijden; bijvoorbeeld om een variant te vermijden waar de tegenstander in gespecialiseerd is, of waar moet worden gevreesd voor een nieuwtje uit de studeerkamer;
- om de tegenstander te intimideren en in de war te brengen.

Bij het analyseren van een stelling op het bord kunnen verschillende reeksen van zetten naar dezelfde stelling leiden. Als een tweede (en volgende) zettenreeks bij dezelfde stelling uitkomt, dan hoeft die stelling niet opnieuw geanalyseerd te worden. Bij computerschaakprogramma's werkt dit hetzelfde.
In het eindspel gebruiken computerschaakprogramma's transpositietabellen om stellingen te herleiden naar bekende stellingen waarvan de uitslag bekend is. Zo is voor alle stellingen met zes stukken de uitslag bekend. Om dit te programmeren, worden Nalimov-tabellen gebruikt, bedacht door Eugene Nalimov.
De term wordt ook gebruikt voor de omzetting van een historische schaakpartij waarbij de zwartspeler begon in een equivalent waarbij de witspeler begint.